# 石澳

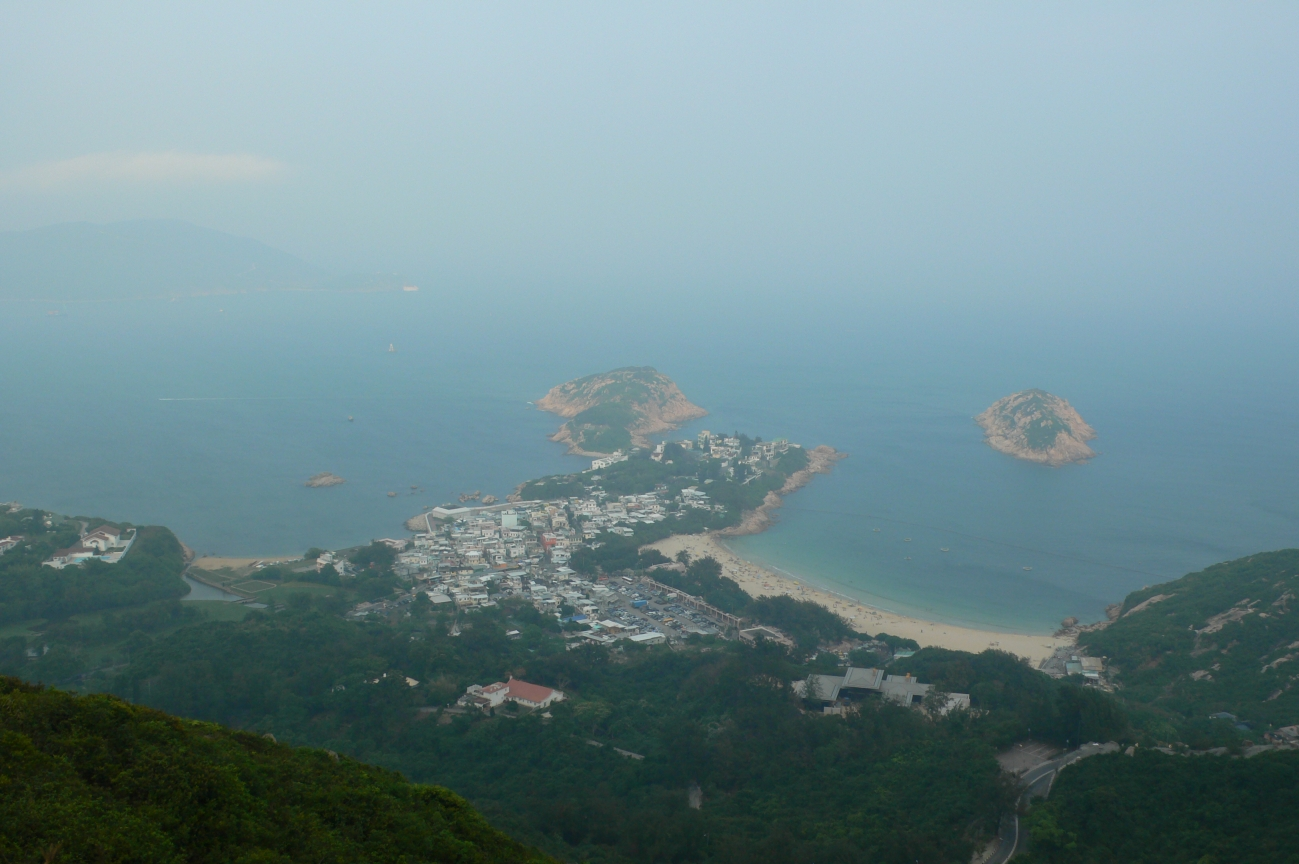
石澳半島と五分洲（大頭洲）

石澳（せきおう、広東語: セックオー、英語名: Shek O）は、香港島南東部の端に位置する集落である。行政区は、南区に属する。
車の交通は石澳道ただひとつしかなく、鉄道はない。特に船の定期交通も見られず、公共交通は筲箕湾からの9番バスと、同じく赤いミニバスのみである。
高層住宅は見られず、石澳村と呼ばれ、香港の新界によく見られる村の住宅地の様相を見せている。言い換えれば、低層住宅が並ぶ区域である。
新界にあるような香港特有の村落がある一方（石澳村）、西洋風の高級な住宅も海辺の高台に並んでいる。ここは石澳山仔と呼ばれる地区である。
ここは、石澳泳灘と呼ばれるビーチ（海水浴場）があり、その広さと美しさから、夏場は多くの香港人でにぎわう。
また、バーベキュー場もある。
香港はこのように、2階建てバスなどで手軽にいけるリゾートが、石澳のみならず、いたるところにある。
また、香港では、こういった石澳のような小集落にも必ず下水処理場があり、徹底した環境保護を行っている。
ビーチだけではなく、ゴルフ場もあり、さらに龍脊（ドラゴンズ・ロック）とセックオー・ピークのようなハイキングコースもあり、香港島有数のリゾート地のひとつとして知られる。